# Snazzy the Optimist
Michael Chimeruche Alozie connu professionnellement sous le nom de Snazzy the Optimist ou simplement Snazzy est un auteur-compositeur-interprète et rappeur nigérian-sud-africain principalement connu pour son premier single "Seluna".

## Biographie
Alozie est né dans l'État d'Imo, au Nigeria, mais a déménagé en Afrique du Sud à l'âge de 2 ans avec ses parents. Selon lui, le rêve de sa mère pour lui était d'étudier la médecine et a décrit son père comme sa plus grande influence musicale. Il a ajouté Rosmead Central Primary School pour son éducation primaire et Hoërskool Jan van Riebeeck pour son enseignement secondaire.

## Carrière
Au cours de ses débuts à l'âge de 8 ans, Alozie a commencé comme rappeur freestyle à l'école. Il a commencé sa carrière musicale en 2017 en couvrant des morceaux établis, en publiant sur ses médias sociaux et SoundCloud, mais a attiré l'attention du grand public en 2021 grâce à la sortie de son single "Seluna" dans le cadre de son extended play Mars en 2021´.
La chanson a fait ses débuts dans le classement iTunes et a été saluée favorablement par les critiques musicaux et les journalistes et a été approuvée et diffusée sur des stations de radio telles que Cool FM Lagos, Beat Fm et The Nigeria Info. Il a gagné du terrain sur la plate-forme de streaming Audiomack après avoir été co-signé par Oxlade avec qui il a travaillé en tant qu'auteur-compositeur. Le 3 février 2023, il a été présélectionné par la plate-forme comme l'un des artistes les plus diffusés au Nigeria´.
En 2022, il a été annoncé au Ghana comme un artiste prêt à se faire un nom dans l'industrie de la musique du pays par le média ghanéen. L'année suivante, il a été inscrit par P.M. Des nouvelles comme l'un des musiciens à rechercher.

## Discographie

### Singles
- 2022 : Dive
- 2022: Summer Vibes
- 2021 : Seluna